# Ильясова, Рысжан Ильясовна
Рысжан Ильясовна Ильясова (каз. Рысжан Ілиясқызы Ілиясова; 12 августа 1937 — 21 ноября 2021, Актобе) — казахстанский историк-краевед, Заслуженный деятель Республики Казахстан в области культуры, кавалер ордена «Курмет», почетный гражданин Иргизского района и города Актобе.

## Карьера
Родилась 12 августа 1937 года в селе Толыбай Иргизского района.
С 1963 по 1973 годы работала научным сотрудником областного краеведческого музея.
С 1973 по 1974 годы была директором Тургайского областного краеведческого музея.
С 1974 по 1976 годы — начальник Актюбинского городского управления культуры. За эти годы дважды избиралась депутатом Актюбинского городского совета.
С 1957 по 1963 годы занимала различные должности в учреждениях культуры Иргизского района.
В 1980—2003 годах Рысжан Ильясовна была директором Актюбинского областного краеведческого музея.
В 1990—2004 гг. была удостоена звания «Заслуженный деятель Казахстана», премии им. Н. Кульжановой Союза журналистов Республики Казахстан для известных журналистов, акима Актюбинской области и ордена «Курмет».
В 2001 году в историю музея вошла первая книга Р. Ильясовой «Қазына», а следом за ней книги «Арулар — аналар, даналар» (2003 г.), «Далам тұнған шежіре» (2007 г.) об истории родного края и исторических деятелях региона.
В 2009 году Рысжан Ильясова была консультантом историко-документального фильма «Ақтөбем — алтын бесігім» («Актобе — моя золотая колыбель»), посвященного 140-летию города Актобе.
Ильясова Рысжан Ильясовна — представитель интеллигенции, занимающая видное место в общественной жизни Актюбинской области и города. Благодаря активной гражданской позиции, многолетнему патриотическому труду пользуется большой репутацией среди деятелей культуры. В 2018 году была в числе главных гостей, кто открывал новое здание Актюбинского областного краеведческого музея.

## Награды, звания
Удостоена звания «Заслуженный деятель Республики Казахстан», премии им. Н. Кульжановой Союза журналистов Республики Казахстан для известных журналистов, акима Актюбинской области и ордена «Курмет».